# 남아메리카원시가시쥐아과
남아메리카원시가시쥐아과(Eumysopinae)는 가시쥐과에 속하는 설치류 아과의 하나이다. 현존하는 9개 속을 포함하여, 18개 속으로 이루어져 있다.

## 하위 속
| - † Acarechimys - † Chasichimys - † Eumysops - 갑옷쥐속 (Hoplomys) - Lonchothrix - Mesomys - † Palaeoechimys - † Pampamys - † Pattersomys - 땅가시쥐속 (Proechimys) | - † Protacaremys - † Protadelphomys - † Sallamys - 푸나레속 (Thrichomys) - 대서양가시쥐속 (Trinomys) - 기아라족 (Euryzygomatomyini) - 올빼미가시쥐속 (Carterodon) - 넓은머리가시쥐속 (Clyomys) - 기아라속 (Euryzygomatomys) |